# Adoxophyes liberatrix
Adoxophyes liberatrix es una especie de polilla del género Adoxophyes, tribu Archipini, subfamilia Tortricinae.

## Distribución
Se distribuye por Australia.

## Taxonomía
Fue descrita por Diakonoff en 1947 y publicada en Tijdschrift voor Entomologie 88: 341.